# Cantó de Héricourt-Oest
El cantó de Héricourt-Oest és un cantó francès del departament de l'Alt Saona, situat al districte de Lure. Té 15 municipis i part del de Héricourt.

## Municipis
- Belverne
- Champey
- Chavanne
- Chenebier
- Coisevaux
- Courmont
- Couthenans
- Étobon
- Héricourt (part)
- Lomont
- Saulnot
- Tavey
- Trémoins
- Verlans
- Villers-sur-Saulnot
- Vyans-le-Val

## Història
| Data d'elecció                           | Identitat          | Partit            | Qualitat |
| ---------------------------------------- | ------------------ | ----------------- | -------- |
| 1945-1961                                | M. Andréotti       | SFIO, després PSU |          |
| 1961-1967                                | Georges Tournu     | SFIO              |          |
| 1967-1973                                | Freddy Grémillot   | Divers gauche     |          |
| 1973-1992                                | André Girard       | PS                |          |
| 1992-2011                                | Jean-Pierre Michel | PS, després MDC   |          |
| 2007-                                    | Fernand Burkhalter | PS                |          |
| les dades anteriors no són pas conegudes |                    |                   |          |
|                                          |                    |                   |          |